# Les Viaducs de la Seine-et-Oise
Les Viaducs de la Seine-et-Oise est une pièce de théâtre de Marguerite Duras publiée en 1960 aux éditions Gallimard, et inspirée d'un fait divers criminel réel, survenu en décembre 1949 à Savigny-sur-Orge. 
Le sujet sera repris plus tard par Duras dans le roman L'Amante anglaise, et dans la pièce de théâtre homonyme.

## Résumé
Claire et Marcel Ragond sont un vieux couple marié. Ils vivent une vie ennuyeuse à Épinay-sur-Orge dans le département Seine-et-Oise, qui est rythmée par le passage fréquent du train de la ligne de la grande ceinture de Paris.
Ils ont tué Marie-Thérèse, leur cousine sourde-muette, qui vivait en bonne entente avec eux et qui s'occupait de leur ménage. Ils ont découpé le cadavre en trente-six morceaux qu'ils ont jeté sur les trains qui passaient sous le viaduc pour les faire partir dans tous les coins de la France. Leur crime reste inexpliqué et inexplicable, même pour eux.  

## Mises en scène
- 1960 : création au Théâtre de la rue Montgrand à Marseille
  - Claire :
  - Marcel :
  - mise en scène : Roland Monod

- 1963 : Théâtre de Poche Montparnasse
  - Claire : Katharina Renn
  - Marcel : Paul Crauchet
  - Alphonso : Étienne Bierry
  - L'Amoureuse : Véronique Duval
  - L'Amoureux : Stéphane Frey
  - Bill : Maurice Garrel
  - Décors : Jacques Dupont
  - mise en scène : Claude Régy, Théâtre de Poche Montparnasse, Paris
  - à partir du 16 février 1963, puis au printemps 1964

## Édition
- Marguerite Duras, Les Viaducs de la Seine-et-Oise, Gallimard, 1960.